# 蒙莫里永区
蒙莫里永区（法語：Arrondissement de Montmorillon）是法国维埃纳省所辖的一个区，主要包括该省东部和南部。总面积2876.1平方公里，总人口66668，人口密度23人/平方公里（2018年）。主要城镇为蒙莫里永、绍维尼等。

## 辖区
蒙莫里永区辖有91个市镇。